# FC Progresul Bucurest
El FC Progresul Bucurest fue un club de fútbol rumano de la ciudad de Bucarest. Fue fundado en 1944 y habiendo jugado muchos años en la primera división rumana, fue expulsado de la segunda categoría Liga II en abril de 2009 por razones financieras y fue disuelto el mismo año. Entre 1994 y 2007 se denominó National București.

## Palmarés
Liga I:
- Campeón (0):
- Subcampeón (3): 1995-96, 1996-97, 2001-02

Liga II:
- Campeón (5): 1954, 1965–66, 1969–70, 1975–76, 1979–80, 1991–92
- Subcampeón (6): 1953, 1956, 1971–72, 1974–75, 1985–86, 1986–87

Liga III:
- Campeón (2): 1946-47, 1989–90
- Subcampeón (1): 1988–89

Copa de Rumania:
- Campeón (1): 1959–60
- Subcampeón (4): 1957–58, 1996–97, 2002–03, 2005–06

## Participación en competiciones europeas
| Temporada | Competición      | Ronda            | Club                | Cómputo global | Ida     | Vuelta  |
| --------- | ---------------- | ---------------- | ------------------- | -------------- | ------- | ------- |
| 1961-62   | Recopa de Europa | 1/8              | Leixoes SC          | 1-2            | 1-1 (F) | 0-1 (C) |
| 1996/97   | UEFA Cup         | Clasificatoria 2 | FK Partizan         | 1-0            | 0-0 (F) | 1-0 (C) |
| 1996/97   | UEFA Cup         | 1R               | Chernomorets Odessa | 2-0            | 0-0 (F) | 2-0 (C) |
| 1996/97   | UEFA Cup         | 2R               | Club Brugge         | 1-3            | 0-2 (F) | 1-1 (C) |
| 1997/98   | Recopa de Europa | Clasificatoria   | Cwmbran Town        | 12-2           | 5-2 (F) | 7-0 (C) |
| 1997/98   | Recopa de Europa | 1R               | Kocaelispor         | 0-3            | 0-2 (F) | 0-1 (C) |
| 1998      | Intertoto Cup    | 1R               | Hapoel Haifa        | 5-2            | 3-1 (C) | 2-1 (F) |
| 1998      | Intertoto Cup    | 2R               | Iraklis Salónica    | 4-3            | 1-3 (F) | 3-0 (C) |
| 1998      | Intertoto Cup    | 3R               | Bologna FC 1909     | 3-3 u          | 0-2 (F) | 3-1 (C) |
| 2002/03   | UEFA Cup         | Clasificatoria   | SK Tirana           | 3-2            | 1-0 (F) | 2-2 (C) |
| 2002/03   | UEFA Cup         | 1R               | SC Heerenveen       | 3-2            | 3-0 (C) | 0-2 (F) |
| 2002/03   | UEFA Cup         | 2R               | Paris Saint-Germain | 0-3            | 0-2 (C) | 0-1 (F) |